# Linus Smedjegården
Linus Smedjegården, född 28 december 1987, är en svensk före detta fotbollsspelare. Han har spelat i bland annat IK Sirius och AFC United i Superettan.

## Karriär
I mars 2016 gick Smedjegården till division 1-klubben Akropolis IF. I mars 2017 gick han till division 3-klubben FC Stockholm.